# Kenthorn

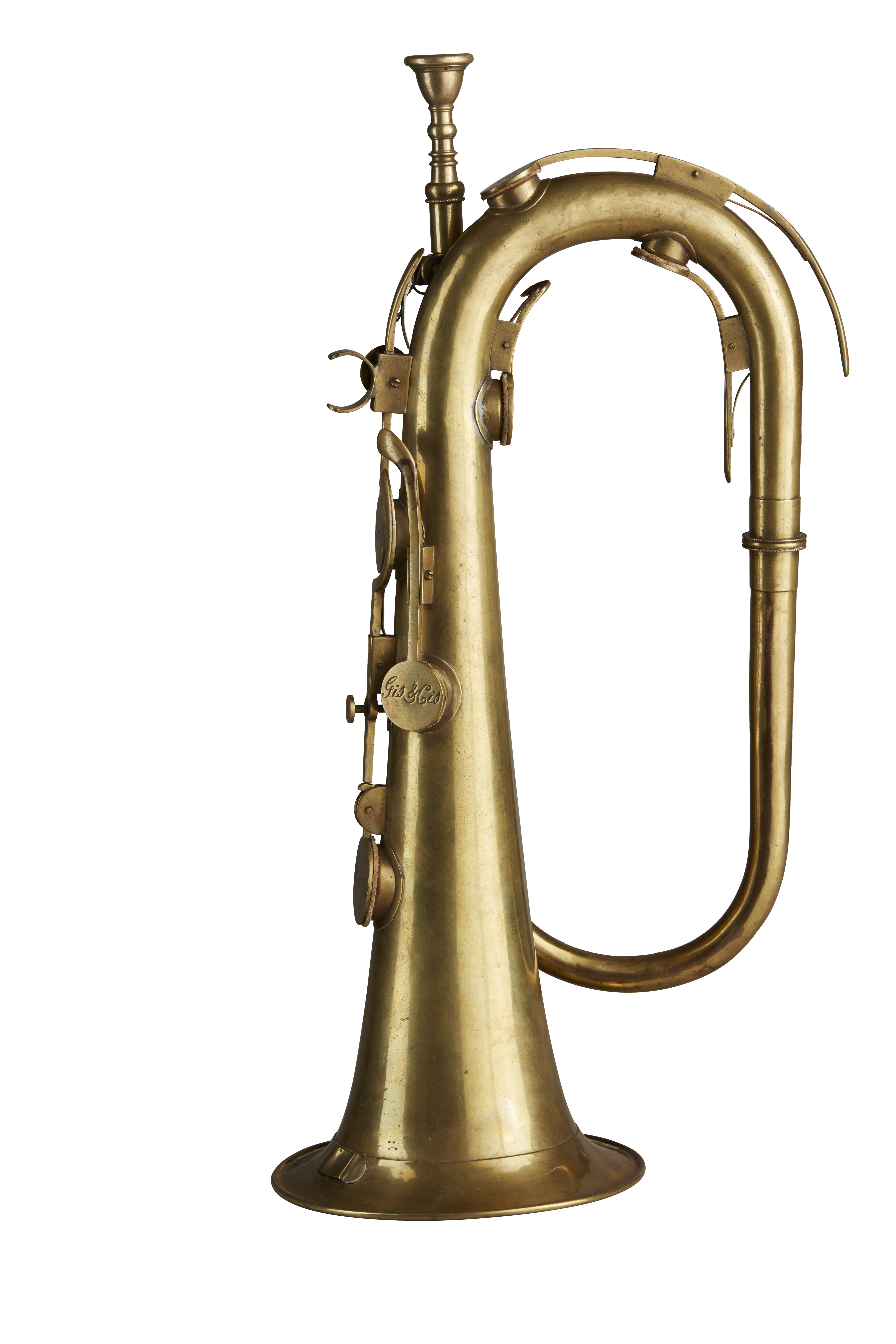

Kenthorn (engelska Royal Kent bugle) är ett mässingsinstrument med klaffar av familjen klaffhorn.
Kenthornet patenterades av Halliday i Dublin 1810, och anses ha fått sitt namn efter drottning Viktorias far Edward av Kent, vilken lär ha infört instrumentet vid brittiska armén.